# 17D61
17D61はロシアのソユーズロケットのブロックL上段で使用されたエンジンで50回までの再着火能力を備える。設計はヤンターリ偵察衛星の推進モジュールから派生した。